# (34977) 1167 T-3
1167 T-3 (asteroide 34977) é um asteroide da cintura principal. Possui uma excentricidade de 0.17801260 e uma inclinação de 10.79557º.
Este asteroide foi descoberto no dia 17 de outubro de 1977 por Cornelis Johannes van Houten e Ingrid van Houten-Groeneveld e Tom Gehrels em Palomar.